# Cardamine altaica
Cardamine altaica là một loài thực vật có hoa trong họ Cải. Loài này được Lippmaa mô tả khoa học đầu tiên năm 1926.